# كوينتن مكينون
كوينتن مكينون (بالإنجليزية: Quintin McKinnon)‏ هو مستكشف نيوزيلندي، ولد في 1851، وتوفي في 1892.